# Ken Hiscoe
Ken Hiscoe, né le 21 janvier 1938 à Sydney, est un joueur de squash représentant l'Australie. Il atteint la première place mondiale sur le circuit international. Il est champion d'Australie à sept reprises entre 1960 et 1967.
En 2005, il est intronisé au Squash Australia Hall of Fame.

## Biographie
Il est capitaine de l'équipe d'Australie entre 1964 et 1971, remportant trois titres de championne du monde par équipes en 1967, 1969 et 1971. Par la suite, il devient le mentor du jeune Geoff Hunt lors de sa première apparition en Angleterre.

## Palmarès

### Titres
- Championnats d'Australie : 7 titres (1960-1964, 1966, 1967)
- Championnats du monde par équipes : 3 titres (1967, 1969, 1971)